# 中華民國109年全民運動會輕艇水球比賽
中華民國109年全民運動會輕艇水球比賽區分男子組及女子組，共產生二面金牌
，賽事於109年10月17日至10月21日在花蓮縣鯉魚潭舉行。

在全民運動會籌備會、中華民國輕艇水球協會指導下，由中華民國輕艇水球協會負責輕艇水球競賽各項技術工作。

## 比賽指導單位
中華民國輕艇水球協會

## 競賽資訊[a 1]

### 大會日期
中華民國 109 年 10 月 17 日（星期六）至 22 日（ 星期四）。

### 比賽日程
109 年 10 月 10 月 17 日（星期日）至 10 月 21 日（星期三）計 5 天。

### 比賽場地
花蓮縣鯉魚潭 (花蓮縣壽豐鄉池南村潭南)。

### 比賽項目
- 男子組
- 女子組

## 裁判名單[a 1]
| 職務             | 姓名                                      |
| ---------------- | ----------------------------------------- |
| 審判委員兼召集人 | 劉德智                                    |
| 副栽判長         | 吳聲豪                                    |
| 首席栽判         | 王鴻原                                    |
| 競賽主任         | 張立群                                    |
| 技術主任         | 黃世傑                                    |
| 記錄長           | 游玄光                                    |
| 檢查長           | 陳永仁                                    |
| 媒體職員         | 黃秋譯                                    |
| 裁判             | 吳唯平 陳建豪 石俊益 蔡政洲               |
| 球門線裁判       | 陳建良 薬文都 陳道宜 林双正 邱耀志 劉秣榛 |

## 決賽成績列表[a 2]
| 序 | 單位   | 比賽項目       | 姓名                                                                  | 成績 | 備註 | 名次 | 組別   | 種類     | 日期     |
| 1  | 臺北市 | 女子組輕艇水球 | 洪晨寒 陳品錞 余天愛 洪奕枋 周汝娟 劉慧琪 蔡安琪 朱采瀅 顔脩樺 賴敬惠 |      |      | 1    | 女子組 | 輕艇水球 | 10月21日 |
| 2  | 桃園市 | 女子組輕艇水球 | 簡琦芸 李若琪 謝明娟 陳琪 李怡儒 彼黛撒牧 曾詠凌 簡辰芸 李姮燕 傅鈺婷 |      |      | 2    | 女子組 | 輕艇水球 | 10月21日 |
| 3  | 臺中市 | 女子組輕艇水球 | 陳信迦 曾暄筑 賴子璇 陳瑋涵 劉人毓 江天紅 巫玟靜 周芝瑾               |      |      | 3    | 女子組 | 輕艇水球 | 10月21日 |
| 4  | 基隆市 | 女子組輕艇水球 | 廖婉茹 馬玉秋 鄭珈恩 李珮君 仲葳 張婕盈 詹加奈 胡予涵                 |      |      | 4    | 女子組 | 輕艇水球 | 10月21日 |
| 5  | 宜蘭縣 | 女子組輕艇水球 | 游庭瑜 游嘉靜 游欣玲 林芸涓 林芸伊 吳惠琴 林姿儀 李姿婷               |      |      | 5    | 女子組 | 輕艇水球 | 10月21日 |
| 6  | 基隆市 | 男子組輕艇水球 | 吳東洋 李詠緒 張郁揚 白健緯 林煜傑 莊哲綸 趙子興 胡君翰 簡卲鴻 蕭偉宸 |      |      | 1    | 男子組 | 輕艇水球 | 10月21日 |
| 7  | 新北市 | 男子組輕艇水球 | 鄭仕飛 黃騰輝 黃品翰 陳昇華 余翰維 金子雲 詹博翔 詹忠霖 江霖 呂青憲   |      |      | 2    | 男子組 | 輕艇水球 | 10月21日 |
| 8  | 桃園市 | 男子組輕艇水球 | 錢緯驊 陳俞安 許晉晏 簡證嚴 鄭偉廷 邱聖浩 湯識翰 卓政益 簡子維 宋典陽 |      |      | 3    | 男子組 | 輕艇水球 | 10月21日 |
| 9  | 臺中市 | 男子組輕艇水球 | 邱懷諄 賈俊瀚 葉斯皓 張尚勇 張鈞閑 吳少璿 吳泰儀 林長逸 劉錦翰 唐鴻遠 |      |      | 4    | 男子組 | 輕艇水球 | 10月21日 |
| 10 | 臺北市 | 男子組輕艇水球 | 杜之譽 楊竣辰 楊信志 宋政霖 王興國 陳泓宇 楊仲寬 王俊皓 趙子勛 林奇   |      |      | 5    | 男子組 | 輕艇水球 | 10月21日 |
| 11 | 嘉義縣 | 男子組輕艇水球 | 許弘曄 黃建銘 林柏志 許峻瑋 張致維 何嘉哲 何圳益 劉嘉沅 黃正宇 尤為立 |      |      | 6    | 男子組 | 輕艇水球 | 10月21日 |

(成績結果以中華民國109年全民運動會大會公佈為主，本成績僅供參考)

### 官方資料
1. 1 2 3  （繁體中文） (PDF). 109年全民運動會籌備處.   [2021-02-14]. （原始内容存档 (PDF)于2020-10-24）.
2. ↑  （繁體中文）.   [2020-10-22]. （原始内容存档于2020-10-28）.
3. ↑  （繁體中文）. 2020-10-21  [2020-10-21]. （原始内容存档于2020-10-28）.
4. ↑  （繁體中文）. 2020-10-21  [2020-10-21]. （原始内容存档于2020-10-24）.

### 新聞報導
1. ↑  . 109年全民運動會. 2020-10-16  [2020-10-16]. （原始内容存档于2020-10-26）.

## 外部連結
- （繁體中文）109年全民運動會官方網站 （页面存档备份，存于）